# Aleksandar Tišma
Aleksandar Tišma (serbisch-kyrillisch Александар Тишма; * 16. Januar 1924 in Horgoš, Königreich Jugoslawien; † 16. Februar 2003 in Novi Sad) war ein serbischer Schriftsteller.

## Leben
Tišma wurde 1924 als Sohn eines serbischen, christlichen Kaufmanns und einer ungarischen, jüdischen Hausfrau in Horgoš in der Wojwodina, an der Grenze Jugoslawiens zu Ungarn, geboren. Er wuchs, wie sein Vater orthodox getauft und mehrsprachig in der damaligen Vielvölkerstadt Novi Sad auf; neben dem Serbischen und Ungarischen lernte er bei einer Hauslehrerin fließend Deutsch und Französisch.
Er besuchte auch die Schule in Novi Sad, wo er 1942 das Abitur ablegte. In Belgrad studierte er Deutsch, Englisch und Französisch.
1942 übersiedelte er zu Freunden nach Budapest, um massenweisen Verhaftungen im von den Nazis okkupierten Teil Jugoslawiens zu entkommen.
Nun begann er in Budapest ein Studium der Wirtschaft und Romanistik.
1944 wurde er jedoch zum Ausheben von Schützengräben gegen die anrückende Rote Armee in ein Arbeitslager nach Transsylvanien einberufen. Nach Auflösung des Arbeitslagers nahm er von dort aus ab November 1944 an der Volksbefreiungsbewegung teil.
Er arbeitete ab 1945 als Journalist bei den Zeitungen Slobodna Vojvodina und Borba.
1949 kehrte er nach Novi Sad zurück und wurde Lektor bzw. Hauptredakteur des Verlages des Kulturvereins Matica Srpska.
Ab 1950 beschäftigte er sich mit literarischen Arbeiten. 1954 legte er ein Diplom in Anglistik an der Philosophischen Fakultät der Universität Belgrad ab. Neben seinen literarischen Werken übersetzte er aus dem Deutschen und Ungarischen. Ab 1958 war er Redakteur des „Letopis Matice srpske“.
Während der Jugoslawienkriege in den 1990er Jahren wanderte Tišma aus. Nachdem es ihm nicht gelang, die israelische Staatsbürgerschaft anzunehmen, weil seine Mutter formal dem christlich-orthodoxen Glauben beigetreten war, zog er nach Westeuropa und lebte vor allem in Frankreich. Später kehrte er nach Novi Sad zurück.
Aleksandar Tišma war von Mai bis August 2000 am Literaturhaus Basel „Writer in Residence“.
Tišmas Werk gilt als Teil der Weltliteratur. In seinen Romanen und Erzählungen fokussierte er auf das Scheitern des europäischen Humanismus. Als Heranwachsender wurde er konfrontiert mit den Gräueltaten der Nazis, Hitlers Blitzkrieg im April 1941, dem Massenmord von Novi Sad im Januar 1942 sowie der Okkupation der Batschka durch ungarische und deutsche Truppen im Frühjahr 1944. So sind seine Werke wesentlich auch eine Verarbeitung dieser Geschehnisse. Sie thematisieren unter anderem solche moralischen Dilemmata, welche speziell mit dem Überleben der Schoa verbunden sind (vgl. etwa aus Sicht der Holocaustforschung das System der Funktionshäftlinge und aus psychologischer Sicht das Survivor-Guilt-Syndrom). Sein Sohn ist der 1952 in Novi Sad geborene Aktionskünstler Andrej Tišma.

## Werke
a) Werkzyklus (geordnet nach der Chronologie der serbokroatischen Erstveröffentlichung)
Die folgenden fünf Bücher, die Tišma selbst später sein persönliches Pentateuch nannte, bilden als Zyklus den Schwerpunkt seines Schaffens, indem sie anhand von Einzelschicksalen beschreiben, wie die von Krieg, Besatzung und Holocaust geprägten Jahre hineinwirken in die Nachkriegsgegenwart des Lebens in Tišmas nordserbischer Heimatstadt Novi Sad.
- Das Buch Blam. Übersetzung von Barbara Antkowiak, Hanser, München/Wien 1995, ISBN 978-3-446-17822-9. (Orig. 1971/72 als  Knjiga o Blamu.)

Der getaufte Jude Blam sucht in den Straßen von Novi Sad nach Spuren seiner Jugend – und seiner Identität. Er fühlt sich als ein vom Leben Ausgeschlossener, isoliert von seiner Frau und abgetrennt von seinen Angehörigen und Freunden, die im Holocaust oder im Widerstand starben.
- Der Gebrauch des Menschen. Übersetzung von Barbara Antkowiak, Hanser, München/Wien 1991, ISBN 978-3-446-15752-1. (Orig. 1976 als Upotreba čoveka.)

Darin wird die Zerstörung der vom friedlichen Zusammenleben von Deutschen, Ungarn, Juden und Serben geprägten Gesellschaft durch Krieg und Terror thematisiert. Anhand von vier Schicksalen wird die Vernichtung von Persönlichkeit und Würde sichtbar, die Überlebenden sind entweder körperlich verstümmelt oder kehren wie die sogenannte „halbjüdische“ Deutsche Vera, die als KZ-Prostituierte missbraucht wurde, als gebrochene Person in ihre Heimatstadt zurück und finden keinen Halt in der Gesellschaft.
- Die Schule der Gottlosigkeit. Übersetzung von Barbara Antkowiak, Hanser, München/Wien 1993, ISBN 978-3-446-17042-1. (Orig. 1978 als Škola bezbožništva.)

„[…] führt Tišma in vier Erzählungen aus dem Zweiten Weltkrieg und der titoistischen Nachkriegszeit in die 'Abgründe' menschlichen Daseins: unter anderem in der Person eines im Auftrage Hitlers 1944 in der Vojvodina agierenden gottlosen Lustmörders und Folterknechts der ungarischen Besatzung; ferner eines Kommunisten, der seinen eigenen Vater durch die Drohung der Zwangskollektivierung in den Selbstmord getrieben hatte und auch später, in kommunistischer Zeit keinerlei Lehren aus seiner Vergangenheit zieht.“

- Treue und Verrat. Übersetzung von Barbara Antkowiak, Hanser, München/Wien 1999, ISBN 978-3-446-19667-4. (Orig. 1983 als Vere i zavere.)

Eine Liebesgeschichte zwischen dem Juristen Sergej und der nach dem Krieg ausgewiesenen Deutschen Inge, die, um einen Immobilienverkauf abzuwickeln, ihre Geburtsstadt Novi Sad besucht. Sergej, traumatisiert von schrecklichen Erlebnissen als Partisan im Krieg, versucht durch die Liebesgeschichte aus seinem trostlosen Leben auszubrechen. Doch er ist nicht in der Lage, Glück zu empfinden.
- Kapo. Übersetzung von Barbara Antkowiak, Hanser, München/Wien 1997, ISBN 978-3-446-19134-1. (Orig. 1987 als Kapo.)

Der Jude Vilko Lamian überlebt, indem er sich unter falscher Identität auf die Seite der Nationalsozialisten („Kapo“) stellt und dabei selbst zum Täter wird. Von seinem Gewissen geplagt, macht er sich auf die Suche nach einem seiner Opfer, der Jüdin Helena Lifka.
b) Andere ins Deutsche übertragene Werke (geordnet nach dem Jahr der Übersetzung)
- Preis der Lüge. Theaterstück, aufgeführt 1954 in Iserlohn (Westdeutschland), uraufgeführt 1953 in Niš (Jugoslawien)

„Den Stoff für sein erstes Theaterstück […] lieferte ein politischer Prozess in Prag, bei dem ein Minister und alter Kommunist wegen Verrat und Spionage vor Gericht gestellt, und sein Sohn, ein Student, vom Geheimdienst überredet wurde, gegen den Vater Zeugnis abzulegen. Auf Grund der falschen Aussage wurde der Vater zum Tode verurteilt, doch danach nahm sich auch sein Sohn, der Student, das Leben. Dieses Theaterstück wurde 1954 in Iserlohn aufgeführt. Tišma bekam eine Einladung, an der Premiere teilzunehmen, doch wurde ihm seit der Machtübernahme in Jugoslawien ein Reisepass verweigert mit der Begründung, er sei ein politischer Gegner Jugoslawiens. Tišma entschuldigte sich bei der Theaterleitung in Iserlohn damit, an der Aufführung aus familiären Gründen nicht teilnehmen zu können und benutzte dafür, wie er selber sagte, nun seinerseits eine Lüge. Der Preis dieser Lüge war, dass Tišma erst Jahrzehnte später nach Deutschland ausreisen konnte. Von da an wuchs sein internationaler Bekanntheitsgrad jedoch mit rasanter Geschwindigkeit.“

- Die wir lieben. Übersetzung von Barbara Antkowiak, Hanser, München/Wien 1996, ISBN 978-3-446-17823-6. (Orig. 1990 als Koje volimo.)

Novi Sad nach dem Zweiten Weltkrieg. Die Zeiten sind schlecht, und die Prostitution ist verboten. Doch das Geschäft der Kupplerinnen blüht, solange sie nicht erwischt werden. Scharfsichtig, lakonisch, ohne Zweideutigkeiten und mit dem größten Respekt für seine Figuren erzählt Tišma die Schicksale der im Leben zu kurz Gekommenen auf der Jagd nach ein klein wenig Glück.
- Ohne einen Schrei. Erzählungen. 2001, ISBN 978-3-446-17823-6. (Orig. 1980 als Bez krika.)
- Reise in mein vergessenes Ich: Tagebuch 1942–1951, Meridiane Mitteleuropas. Übersetzung von Barbara Antkowiak, Hanser, München/Wien 2003, ISBN 978-3-446-20359-4. (Orig. 1951 und 1969 als Dnevnik 1942–1951 und Meredijani Srednje Envrope.)
- Erinnere Dich ewig: Autobiographie. Übersetzung von Mirjana und Klaus Wittmann. Verlag Schöffling & Co, Frankfurt a. M. 2021, ISBN 978-3-89561-197-1, (Orig. 2000 als Sečaj se večkrat na Vali.)

c) Weitere Publikationen ohne bekannte deutsche Übersetzung (sortiert nach serbokroatischem Publikationsjahr; Titelübersetzung in Klammern, ggf. Literaturgattung)
- Naseljeni svet, 1956 (Die bewohnte Welt): Gedichte
- Krčma, 1961 (Kneipe): Gedichte
- Krivice, 1965 (Schulden): Kurzgeschichten
- Nasilje, 1965 (Gewalt): Kurzgeschichten
- Za crnom devojkom, 1969 (Dem schwarzen Mädchen hinterher): Roman
- Drugde, 1969 (Anderswo): Reisebeschreibungen
- Mrtvi ugao, 1973 (Die tote Ecke): Kurzgeschichten
- Povratak miru, 1977 (Rückkehr zur Ruhe): Kurzgeschichten
- Begunci, 1981 (Flüchtlinge): Roman
- Hiljadu i druga noć, 1987 (Die tausend und zweite Nacht): Kurzgeschichten
- Nenapisana priča, 1989 (Ungeschriebene Erzählung): Rede anlässlich der Aufnahme in die Akademie der Wissenschaften und Künste der Vojvodina
- Pre mita, 1989 (Vor dem Mythos): Essays
- Široka vrata, 1989 (Die breite Tür): Roman
- Iskušenje ljubavi, 1995 (Versuchung der Liebe)
- Šta sam govorio, 1996 (Was ich erzählt habe): Interviews
- Dan odlaganja, 1997 (Der Tag des Aufschubs)
- Na kratkoj vožnji, 1998 (In kurzer Fahrt): Kurzgeschichten
- Dozvoljene igre, 2000 (Erlaubte Spiele): Dramen
- Sečaj se večkrat na Vali, 2000 (Mit der ewig dauernden Erinnerung an Vali): Autobiographie
- Dnevnik 1942–2001, 2001 (Tagebuch 1942–2001)
- Pesme i zapisi, 2001 (Gedichte und Essays)
- Najlepše pripovetke Aleksandra Tišme, 2001 (Die schönsten Erzählungen von Aleksandar Tišma): Ausgewählte Erzählungen
- Oko svoje ose, 2001 (Um die eigene Achse): Kurzgeschichten

d) Posthum veröffentlichte Schriften
- Pisma Sonji, 2006 (An seine Frau): Briefe. ISBN 978-86-86107-16-9
- Ženarnik, 2010 (dieser Titel ist ein aus dem serbischen Wort für „Frau“, žena, gebildeter Neologismus): Roman. ISBN 978-86-86611-56-7

## Verfilmungen
- Vere i zavere (2015/2016)

Von September bis November 2015 fanden die Dreharbeiten zur filmischen Adaptation des Romans Vere i zavere (Treue und Verrat) in Form einer zwölfteiligen Fernsehserie beim Sender Radio Televizija Vojvodine (RTV) statt. Unter der künstlerischen Leitung von Žanko Tomić, wurden Ivan Živković als Regisseur und Đorđe Milosavljević als Drehbuchautor engagiert. In den Hauptrollen spielen Nina Janković, Goran Bogdan, Ivan Đorđević, Bojan Živković, Nikola Rakočević und Dragana Dabović. Die Episoden wurden vom 13. März bis 5. Juni 2016 ausgestrahlt, üblicherweise im Wochentakt.

## Auszeichnungen
- Branko-Preis (der Schriftstellervereinigung Vojvodina zu Ehren Branko Radičević) 1956
- NIN-Literaturpreis 1976
- Andrić-Preis 1978
- Akademie der Wissenschaften und Künste der Vojvodina (VANU): korrespondierendes Mitglied 1979, ordentliches Mitglied 1984
- Serbische Akademie der Wissenschaften und Künste (SANU) 1992 (nach deren Fusionierung mit der VANU)
- Leipziger Buchpreis zur Europäischen Verständigung (Hauptpreis) 1996
- Österreichischer Staatspreis für Europäische Literatur 1996
- Nationaler Verdienstorden Frankreichs (Kommandeur), Juli 1997[19]
- Akademie der Künste (Berlin) Mitglied 2003